# Prenk Jakova
Prenk Jakova, także Prenkë Jakova, Preng Jakova (ur. 27 czerwca 1917 w Szkodrze, zm. 16 września 1969 w Szkodrze) – albański muzyk i kompozytor.

## Życiorys
Pochodził z rodziny rzemieślniczej o bogatych tradycjach muzycznych, był synem Kola Dede Jakovy. W latach 1929–1934 uczył się w gimnazjum Illiricum w Szkodrze.
Już jako dziecko występował w amatorskim zespole muzycznym, który założył w Szkodrze franciszkanin Martin Gjoka, grając tam na klarnecie. Potem występował w zespołach, powstałych przy organizacjach patriotycznych Vllaznia i Bogdani. Mając 19 lat założył własny zespół muzyczny, działający przy liceum Illyricum, w którym występowało 36 osób, w wieku 9-16 lat. W tej grupie debiutowało kilku znanych potem muzyków albańskich jak: Çesk Zadeja, Tish Daija, Zef Gruda i Tonin Harapi. W latach 1936–1938 pracował jako nauczyciel we wsi Bërdicë, w prefekturze Szkodry. Prowadził tam m.in. zajęcia z muzyki, grając na gitarze i klarnecie. W 1939 r. zakupił fisharmonię marki Settimio Sopreni. W tym samym roku został mianowany nauczycielem we wsi Orosh w krainie Mirdite. Rok później przeniósł się do Szkodry.
Jakova nie ukończył studiów muzycznych, chociaż w latach 1941–1943 studiował w konserwatorium w Rzymie, w klasie klarnetu. Po powrocie do kraju poświęcił się komponowaniu i organizowaniu koncertów w rodzinnej Szkodrze. W 1944 podjął pracę w miejscowym Domu Młodzieży, gdzie prowadził zajęcia dla młodych partyzantów. Po śmierci jego brata, który zginął w walce z partyzantami komunistycznymi, Prenk został aresztowany i spędził 11 miesięcy w więzieniu. Po wyjściu z więzienia pracował jako nauczyciel muzyki w szkole i w domu kultury.
Wśród skomponowanych przez niego utworów większość stanowią pieśni ludowe, pieśni partyzanckie i pieśni masowe, ale także romanse i kantaty. Był także kompozytorem większych form scenicznych. W 1941 napisał melodramat dla dzieci, do formy melodramatu powrócił w 1952 komponując dzieło Żołnierze ludu (alb. Ushtaret e popullit). Najważniejszym dziełem Jakovy była pierwsza opera albańska Mrika (z librettem Llazara Siliqiego, w reżyserii Andrei Skanjetiego), której premiera odbyła się w grudniu 1958 w szkoderskim Teatrze Migjeni. Dziesięć lat później wystawił w Szkodrze drugą swoją operę: Gjergj Kastrioti Skenderbeu, która odniosła znaczący sukces w Albanii.
Nieuleczalna choroba jego matki spowodowała, że kompozytor załamał się psychicznie i 9 września 1969 wyskoczył z pierwszego piętra Pałacu Kultury w Szkodrze. Zmarł tydzień później w szpitalu z powodu odniesionych obrażeń.
Za swoją działalność artystyczną otrzymał nagrodę państwową oraz pośmiertnie tytuł Artysty Ludu (alb. Artist i Popullit). Imię Jakovy noszą szkoły muzyczne w Szkodrze, Prisztinie i w Gjakove, a także ulice w zachodniej części Tirany i w Mitrowicy.